# Bruine Landen
De Bruine Landen zijn een fictief gebied, bedacht door de Engelse schrijver J.R.R. Tolkien als onderdeel van Midden-aarde, waarin onder meer 'In de Ban van de Ring' zich afspeelt.
Het gebied bevindt zich aan de oevers van de Anduin, ten oosten van Fangorn, ten zuiden van het Demsterwold en ten noorden van Mordor. In de Eerste en Tweede Era bevonden er zich de prachtige tuinen van de Entvrouwen, maar aan het einde van de Tweede Era verwoestte Sauron deze tuinen om te vermijden dat de gewassen uit de tuinen zouden worden gebruikt als voedselvoorraad door het Laatste Bondgenootschap van Elfen en Mensen. Sindsdien wordt het desolate en schrale gebied de Bruine Landen genoemd, hetgeen een vertaling van het Sindarijns 'Berennyn' is, wat een afgeleide is van het eveneens Sindarijnse 'Baran', bruingeel, is.